# 櫻井亜蓮
櫻井 亜蓮（さくらい あれん、2006年6月27日 - ）は、日本のインフルエンサー、俳優、モデル。大阪府出身。WH@Z所属。ワタナベエンターテインメントの若手俳優ユニットWAVEのメンバー。

## 略歴
アメリカ人の父と日本人の母の間に生まれ、小学生時代からハーフキッズモデルとして活動する。
2023年12月、男子高生ミスターコン2023で準グランプリを受賞。
2024年1月、ABEMAの恋愛番組｢今日、好きになりました。｣卒業編 2024 in プーケットに出演。
同年7月、株式会社エイチジェイと株式会社ワタナベエンターテインメントが新たに発足した芸能事務所｢株式会社WH@Z｣に所属し、櫻井 亜蓮に改名。
同年9月、ワタナベエンターテインメントの若手俳優ユニットWAVEのメンバーとなる。

## 人物
- 憧れの俳優は、ハリウッドでも活躍している新田真剣佑 [5]。

- 好きな食べ物は牛タン[5]。嫌いな食べ物はきのこ[5]。

- 座右の銘は｢人生一度きり｣[5]。

## 出演

### テレビドラマ
- 犬系男子 (2025年3月22日、ABCテレビ)  - 戸井府亜蓮 役[6]

### WEBドラマ
- TOKYO＜β＞ (2024年12月2日 - 2025年3月14日、TikTok)[7]
- 寄り道ドラマ (TikTok)
  - 『推しが転校してきた日。』(2024年12月31日)[8]
  - 『タワシバーガー』(2025年1月1日)[9]
  - 『ひっつき虫』(2025年2月21日)[10]
  - 『オオカミ女子』(2025年5月9日)[11]
  - 『Happy LADIES Day』(2025年5月17日)[12]
- 日テレ公式ショートドラマ『毎日はにかむ僕たちは。』【姉妹の宿命】(2025年3月15日、YouTube)[13]

### 映画
- 私の卒業プロジェクト 第6期　80年後のあなたへ (2025年5月16日) - 白州晃 役[14]
- 代々木ジョニーの憂鬱な放課後 (2025年10月24日)
- ロマンティック・キラー (2025年12月12日)

### WEB番組
- 今日、好きになりました。卒業編 2024 in プーケット(2024年1月8日 - 2月12日、ABEMA)[15]

### ラジオ
- ウチらのイイブン! (2025年6月27日、JFN) [16]

### イベント
2023年
- TGC teen 2023 Winter supported by SIW2023 (11月12日、LINE CUBE SHIBUYA)[17]

2024年
- SAPPORO COLLECTION 2024 SPRING/SUMMER (3月16日、北海きたえーる)[18]

- KANSAI COLLECTION 2024 SPRING＆SUMMER (3月20日、京セラドーム大阪)[19]

- 青春祭 by 今日、好きになりました。(3月27日、Zepp Haneda)[20]

- TOKYO BETTER LIFE Fes. (10月14日、東急プラザ原宿「ハラカド」)[21]

- TGC teen 2024 Winter (11月3日、NEW PIER HALL)[22]

- Watanabe Actors Star Fes（11月16日、TFT ホール 1000) - WAVEとして出演[23]

2025年
- TGC teen ICHINOSEKI 2025 (5月31日、一関ヒロセユードーム)[24]

- OKINAWA COLLECTION 2025 (6月21日、沖縄アリーナ)[25]

- TGC teen 2025 Summer (7月30日、豊洲PIT)(予定)

- THE WALK® COLLECTION 2025 (8月12日、サンパール荒川)(予定)

### 雑誌
- ALBA (2015年5月14日号、プレジデント社)
- OCEANS (2015年9月号、ライトハウスメディア)
- POPEYE (2023年10月号、マガジンハウス)
- FINEBOYS (2024年10月号・2025年5月号・6月号、日之出出版)[2]
- DUeT (2025年1月号・2月号・5月号・6月号、ホーム社)[26]
- TVガイドdan (vol.54、東京ニュース通信社)[27]

### テレビCM
- モンスト×SAOコラボ ｢YOSAKU｣篇[28]

### ラジオCM
- 三好不動産×TOKYOβ[2]

### その他
- アパレルブランド GU•UNIQLO - キッズモデル[29]
- アパレルブランド DESCENDANT[30][31]
- 専門学校東京ビジュアルアーツ 学生映画｢Tightly｣[32] - ルーカス 役[2]
- あずさ第一高等学校 学校案内2025年度版広告[2][33]